# Chris LeDoux
Chris LeDoux (* 2. Oktober 1948 in Biloxi, Mississippi, USA; † 9. März 2005 in Casper, Wyoming, USA) war ein US-amerikanischer Country-Sänger und professioneller Rodeo-Reiter.

## Biografie

### Anfänge
Chris LeDoux's Vater, Alfred H. LeDoux, war Offizier bei der US-Luftwaffe. Seine Kindheit war deshalb von häufigen Wohnortswechseln geprägt. Erst nach der Pensionierung des Vaters konnte sich die Familie in Austin, Texas dauerhaft niederlassen. Chris war zu diesem Zeitpunkt zwölf Jahre alt. In seiner neuen Heimat begeisterte er sich fast augenblicklich für Pferde und Reitsport. Mit vierzehn Jahren nahm er erstmals an einem Rodeo teil. Nach Gewinn der Landesmeisterschaft von Wyoming erhielt er ein College-Stipendium. Auch während seines Kunststudiums befasste er sich hauptsächlich mit Reiten. Er erwies sich zugleich als begabter Künstler, der sich auf Bronzeskulpturen mit Motiven aus der Rodeowelt spezialisierte.
Anfang der 70er Jahre wurde er professioneller Rodeo-Reiter. Etwa zu dieser Zeit begann er, Songs zu schreiben und seinen Freunden vorzutragen. Seine Lieder handelten hauptsächlich von Pferden und Rodeos. Die positive Resonanz ermutigte ihn, Schallplatten aufzunehmen. Finanziert von seinen Eltern wurden die ersten Songs in einem Nashviller Studio aufgenommen und auf einem eigenen Label veröffentlicht, das er gemeinsam mit seinem Vater gründete. Der Verkauf erfolgte ausschließlich durch Familienmitglieder während Rodeo-Veranstaltungen. Nach und nach baute sich LeDoux eine treue Fangemeinde auf. Im Laufe der Jahre konnten mehrere hunderttausend Alben abgesetzt werden.

### Die ersten Schritte im Musikgeschäft
1972 begann Chris LeDoux seine Musikkarriere. Mit Freunden spielte er ca. ein Dutzend Lieder in einem kleinen Studio in Sheridan/Wyoming ein. Er selbst spielte Gitarre und sang, die Freunde, es waren Rancher, spielten ebenfalls Gitarre und ein Autobahnpolizist spielte Bass. Einige Lieder aus dieser ersten Aufnahmesession fanden den Weg auf LeDoux’ erste LP Chris LeDoux - Sings of Rodeo Life, die 1973 bei dem neu gegründeten Plattenverlag seines Vaters Al LeDoux, dem American Cowboy Songs, Inc. Label in Mt. Juliet, Tennessee veröffentlicht wurde.
1977 entschied sich Chris LeDoux dazu, dieses erste Album zu überarbeiten, bestimmte Lieder wegzulassen und andere neu aufzunehmen. Fälschlicherweise wird dieses Album als erste LP von Chris LeDoux bezeichnet. Auch der Titel dieser Wiederveröffentlichung ist ein klein wenig anders: Chris LeDoux - Songs of Rodeo Life.
In der Anfangszeit seiner musikalischen Karriere, stellte seine Frau Peggy die Duplikate für die 8-Spur-Cassetten zu Hause her, wo sie ebenfalls in Handarbeit die Label auf die Cassetten klebte. Dies waren auch die ersten Schritte des American Cowboy Songs, Inc. Plattenverlages.

### Karriere
Nach anfänglichen Schwierigkeiten ging es mit seiner Karriere als Rodeo-Profi aufwärts. Höhepunkt war 1976 der Gewinn der Weltmeisterschaft. 1984 beendete er nach einigen kleineren Verletzungen seine Karriere und erwarb eine Ranch in Wyoming. Jetzt hatte er Zeit und Gelegenheit, sich seiner Musik zu widmen. Mit seiner Band, der Saddle Boogie Band, absolvierte er zahlreiche Auftritte und produzierte weiterhin Schallplatten. Bis Ende der 80er Jahre hatte er 22 eigene Alben eingespielt.
1989 hatte der aufstrebende Star der Country-Musik Garth Brooks einen Hit mit dem Song Much Too Young (To Feel This Damn Old), in dem sein Freund Chris LeDoux erwähnt wurde. Schlagartig war der frühere Rodeo-Reiter in der gesamten Countryszene bekannt. Wenig später unterschrieb er einen Vertrag beim Liberty/Capitol-Label. Die Schallplattenfirma entschloss sich bemerkenswerterweise dazu, alle 22 vorherigen Alben in den eigenen Katalog zu übernehmen und zu veröffentlichen. Das erste neue Album, Western Underground, erschien 1991. Die Verkaufszahlen und Hitparadenplatzierungen bei dieser und den folgenden Produktionen waren keineswegs schlecht, kamen aber selten über ein Mittelmaß hinaus. Sein größter Erfolg war das mit seinem Freund Garth Brooks gesungene Duett Whatcha Gonna Do It With A Cowboy. Zum Teil waren die Radiostationen für das Ausbleiben des ganz großen Erfolges verantwortlich, da sie die authentischen Cowboy-Lieder nur selten spielten. Der Beliebtheit bei seiner Fangemeinde tat das keinen Abbruch, zumal sich LeDoux zu einem gefragten Livekünstler entwickelte, der pro Jahr mehr als 100 Auftritte absolvierte.
Nach der Jahrtausendwende trat eine schwere, nicht alkoholbedingte Lebererkrankung auf, die eine Transplantation erforderlich machte. Chris LeDoux überstand diese kritische Phase unversehrt und stand nach nur sechs Monaten schon wieder auf der Bühne. Er lebte anschließend mit seiner Frau, mit der er seit Anfang der siebziger Jahre verheiratet ist, und den fünf gemeinsamen Kindern auf seiner Ranch nahe Kaycee, Wyoming. Sein 1977 geborener Sohn Ned LeDoux ist ebenfalls Country-Sänger.
Am 9. März 2005 erlag Chris LeDoux in Casper, Wyoming, seinem Krebsleiden.

## Diskografie

### American Cowboy Songs, Inc.
- 1973: Sings of Rodeo Life (NR 2776)
- 1973: Sings Rodeo Songs „Old and New“ (NR 4249)
- 1974: Songs of Rodeo and Country (NR 5305)
- 1975: Songs of Living Free (NR 5835)
- 1975: Life as a Rodeo Man (NR 6520)
- 1976: Songbook of the American West (NR 7648)
- 1977: Sing Me a Song Mr. Rodeo Man (ACS 5524)
- 1977: Songs of Rodeo Life (NR 8650)
- 1978: Cowboys Ain’t Easy to Love (NR 9175)
- 1979: Paint Me Back Home in Wyoming (NR 10193)
- 1980: Sounds of the Western Country (LM-10194-10)
- 1980: Western Tunesmith (LM-10194-11)
- 1981: Old Cowboy Heroes (ACS 12001)
- 1981: He Rides the Wild Horses (ACS 13001)
- 1982: Used to Want to Be a Cowboy (ACS 14001)
- 1983: Old Cowboy Classics (ACS 16001)
- 1983: Thirty Dollar Cowboy (ACS 17001)
- 1984: Melodies and Memories (ACS 20001)
- 1986: Wild and Wooly (ACS 21001)
- 1987: Gold Buckle Dreams (ACS 22001)
- 1988: Chris LeDoux and the Saddle Boogie Band (ACS 23001)
- 1989: Powder River (ACS 24001; wurde nur als CD veröffentlicht / 1. CD-Album von Chris LeDoux)
- 1990: Radio and Rodeo Hits (ACS 25001; wurde nur als CD veröffentlicht / 2. CD-Album von Chris LeDoux)

### Liberty/Capitol Records

#### Studioalben
| Jahr | Titel Musiklabel Katalog-Nr.                 | Höchstplatzierung, Gesamtwochen, AuszeichnungChartplatzierungen (Jahr, Titel, Musiklabel Katalog-Nr., Platzierungen, Wochen, Auszeichnungen, Anmerkungen) | Höchstplatzierung, Gesamtwochen, AuszeichnungChartplatzierungen (Jahr, Titel, Musiklabel Katalog-Nr., Platzierungen, Wochen, Auszeichnungen, Anmerkungen) | Anmerkungen                             |
| Jahr | Titel Musiklabel Katalog-Nr.                 | US | Country | Anmerkungen                             |
| ---- | -------------------------------------------- | --- | --- | --------------------------------------- |
| 1991 | Western Underground CDP-7-96499-2            | — | Country36 (54 Wo.)Country | Erstveröffentlichung: 22. Juli 1991     |
| 1992 | Whatcha Gonna Do With a Cowboy CDP-7-98818-2 | US65 Gold · (38 Wo.)US | Country9 (57 Wo.)Country | Erstveröffentlichung: 20. Juli 1992     |
| 1993 | Under This Old Hat CDP-0777-7                | US131 (8 Wo.)US | Country21 (28 Wo.)Country | Erstveröffentlichung: 5. Juli 1993      |
| 1994 | Haywire CDP-7243-8-28770-2-8                 | US128 (3 Wo.)US | Country17 (17 Wo.)Country | Erstveröffentlichung: 6. September 1994 |
| 1996 | Stampede 7243-8-34071-2-5                    | — | Country33 (12 Wo.)Country | Erstveröffentlichung: 9. März 1996      |
| 1998 | One Road Man 7243-8-21942-2-4                | US180 (1 Wo.)US | Country24 (17 Wo.)Country | Erstveröffentlichung: 2. Juli 1998      |
| 2000 | Cowboy 7243-5-26601-2-4                      | US134 (5 Wo.)US | Country17 (22 Wo.)Country | Erstveröffentlichung: 1. August 2000    |
| 2002 | After The Storm 7243-5-34571-2-9             | US121 (2 Wo.)US | Country14 (18 Wo.)Country | Erstveröffentlichung: 9. April 2002     |
| 2003 | Horsepower 7243-5-81580-2-1                  | US162 (1 Wo.)US | Country24 (13 Wo.)Country | Erstveröffentlichung: 22. Juli 2003     |

#### Livealben
| Jahr | Titel Musiklabel Katalog-Nr. | Höchstplatzierung, Gesamtwochen, AuszeichnungChartplatzierungen (Jahr, Titel, Musiklabel Katalog-Nr., Platzierungen, Wochen, Auszeichnungen, Anmerkungen) | Höchstplatzierung, Gesamtwochen, AuszeichnungChartplatzierungen (Jahr, Titel, Musiklabel Katalog-Nr., Platzierungen, Wochen, Auszeichnungen, Anmerkungen) | Anmerkungen |
| Jahr | Titel Musiklabel Katalog-Nr. | US | Country | Anmerkungen |
| ---- | ---------------------------- | --- | --- | ----------- |
| 1997 | Live 7243-8-52775-2-8        | — | Country26 (37 Wo.)Country |             |

#### Kompilationen
| Jahr | Titel Musiklabel Katalog-Nr.                        | Höchstplatzierung, Gesamtwochen, AuszeichnungChartplatzierungen (Jahr, Titel, Musiklabel Katalog-Nr., Platzierungen, Wochen, Auszeichnungen, Anmerkungen) | Höchstplatzierung, Gesamtwochen, AuszeichnungChartplatzierungen (Jahr, Titel, Musiklabel Katalog-Nr., Platzierungen, Wochen, Auszeichnungen, Anmerkungen) | Anmerkungen                           |
| Jahr | Titel Musiklabel Katalog-Nr.                        | US | Country | Anmerkungen                           |
| ---- | --------------------------------------------------- | --- | --- | ------------------------------------- |
| 1994 | Best of CDP-7243-8-28458-2-9                        | US— GoldUS | Country51 (20 Wo.)Country |                                       |
| 1999 | 20 Greatest Hits 7243-4-99781-2-6                   | US145 Platin · (7 Wo.)US | Country17 (104 Wo.)Country | Erstveröffentlichung: 8. Juni 1999    |
| 2002 | The Capitol Collection (1990–2000) 7243-5-38207-2-5 | — | Country63 (9 Wo.)Country | Erstveröffentlichung: 4. Juni 2002    |
| 2004 | 20 Originals: The Early Years 72435-76763-2-8       | — | Country58 (5 Wo.)Country | Erstveröffentlichung: 15. Juni 2004   |
| 2005 | Anthology, Volume 1 0946-3-30588-2-8                | US126 (2 Wo.)US | Country20 (20 Wo.)Country | Erstveröffentlichung: 16. August 2005 |
| 2006 | The Ultimative Collection 0946-3-76546-2-0          | — | Country33 (6 Wo.)Country |                                       |
| 2008 | Classic: Chris LeDoux 509992 12872 20               | US175 (1 Wo.)US | Country26 (7 Wo.)Country | Erstveröffentlichung: 29. April 2008  |

Weitere Kompilationen
- 1994: American Cowboy (CDP-7243-8-28458-2-9)
- 1995: Rodeo Rock and Roll Collection (CDP-7243-8-30465-2-2)
- 2013: Icon

### Singles
| Jahr | Titel Album                                         | Höchstplatzierung, Gesamtwochen, AuszeichnungChartsChartplatzierungen (Jahr, Titel, Album, Platzierungen, Wochen, Auszeichnungen, Anmerkungen) | Anmerkungen        |
| Jahr | Titel Album                                         | Country | Anmerkungen        |
| ---- | --------------------------------------------------- | --- | ------------------ |
| 1979 | Lean, Mean and Hungry Paint Me Back Home in Wyoming | Country99 (1 Wo.)Country |                    |
| 1979 | Caballo Diablo Life as a Rodeo Man                  | Country98 (3 Wo.)Country |                    |
| 1980 | Ten Seconds in the Saddle Western Tunesmith         | Country96 (2 Wo.)Country |                    |
| 1991 | This Cowboy’s Hat Western Underground               | Country63 Platin · (10 Wo.)Country |                    |
| 1992 | Workin’ Man’s Dollar Western Underground            | Country69 (5 Wo.)Country |                    |
| 1992 | Riding for a Fall Western Underground               | Country72 (2 Wo.)Country |                    |
| 1992 | Whatcha Gonna Do with a Cowboy                      | Country7 (20 Wo.)Country | feat. Garth Brooks |
| 1992 | Cadillac Ranch Whatcha Gonna Do with a Cowboy       | Country18 (20 Wo.)Country |                    |
| 1993 | Look at You Girl Whatcha Gonna Do with a Cowboy     | Country52 (10 Wo.)Country |                    |
| 1993 | Under This Old Hat                                  | Country54 (6 Wo.)Country |                    |
| 1993 | Every Time I Roll the Dice Under This Old Hat       | Country61 (6 Wo.)Country |                    |
| 1994 | For Your Love Under This Old Hat                    | Country50 (13 Wo.)Country |                    |
| 1994 | Honky Tonk World Haywire                            | Country71 (3 Wo.)Country |                    |
| 1995 | Tougher Than the Rest Haywire                       | Country67 (8 Wo.)Country |                    |
| 1995 | Dallas Days and Fort Worth Nights Haywire           | Country68 (3 Wo.)Country |                    |
| 1996 | Gravitational Pull Stampede                         | Country71 (9 Wo.)Country |                    |
| 1997 | When I Say Forever Stampede                         | Country65 (1 Wo.)Country |                    |
| 1998 | Runaway Love One Road Man                           | Country62 (9 Wo.)Country |                    |
| 1998 | Bang a Drum One Road Man                            | Country68 (5 Wo.)Country | mit Jon Bon Jovi   |
| 1999 | Life Is a Highway One Road Man                      | Country64 (9 Wo.)Country |                    |
| 1999 | Stampede 20 Greatest Hits                           | Country66 (4 Wo.)Country |                    |
| 2000 | Silence on the Line Cowboy                          | Country65 (4 Wo.)Country |                    |
| 2004 | Horsepower                                          | Country56 (5 Wo.)Country |                    |

Weitere Singles
- 1980: Buckin’ Machine
- 1982: I Used to Want to Be a Cowboy
- 1984: Even Cowboys Like a Little Rock and Roll
- 1987: It Ain’t the Years, It’s the Miles
- 1989: Sons of the Pioneers
- 1990: Wild and Wooly
- 1996: Five Dollar Fine
- 2001: He Rides the Wild Horses
- 2002: Bareback Jack
- 2002: Cowboy Up
- 2005: The Ride
- 2005: Airborne Cowboy

## Trivia
- 1990 wurden alle American Cowboy Songs, Inc. Alben von Chris LeDoux, mit Ausnahme von NR 2776, von Liberty/Capitol Records neu auf CD verlegt. Allerdings unterscheiden sich das Design und die verwendeten Abbildungen auf diesen CD-Covern teilweise erheblich von den Abbildungen, die auf den originalen Vinyl-Albumcovern verwendet worden waren.

- Die LP Songs of Rodeo Life - NR 8650 von 1977 ist eine Wiederveröffentlichung des ersten Albums von Chris LeDoux’ Sings of Rodeo Life - NR 2776 von 1973. Allerdings beinhaltet das 1977er Album andere Lieder als das erste Album. Dieses erste Album von 1973 beinhaltet teilweise Lieder oder Versionen von Liedern, die so auf keiner späteren LP oder CD mehr veröffentlicht wurden. Das Album NR 2776 ist somit das seltenste Album von Chris LeDoux, da dieses nur in einer kleinen Auflage gepresst, von ihm selber fast ausschließlich bei Rodeo-Veranstaltungen verkauft wurde und heute weitgehend unbekannt ist.

- Für einen gewissen Zeitraum waren die Alben von dem American Cowboy Songs, Inc. Label auch als 8-Spur und Kompaktkassetten erhältlich. Hauptsächlich in den USA wurden ebenfalls diverse Singleauskopplungen von den Alben vertrieben.

- Kyle Evans und Tony Glenn, beides Freunde von Chris LeDoux, nahmen drei Alben unter dessen eigenen American Cowboy Songs, Inc. Label auf. Daher die „Lücke“" in den Plattennummern von den LeDoux’ Alben in den Jahren 1983/84.
  - 1983 - Tony Glenn - Grandpaw’s Raisin’ - ACS 15001
  - 1984 - Kyle Evans - In heaven on a horse - ACS 18001
  - 1984 - Tony Glenn - Summer Thunder - ACS 19001